# Matton-et-Clémency

Matton-et-Clémency este o comună în departamentul Ardennes din nordul Franței. În 1 ianuarie 2022 avea o populație de 439 de locuitori.